# Сквер суднобудівників (Миколаїв)
Пам'ятка природи місцевого значення «Сквер суднобудівників» (м. Миколаїв; нині на території скверу створений міський дитячий парк «Казка») був оголошений рішенням виконкому Миколаївської обласної ради депутатів трудящих від 25.12.1975 № 724.
Площа — 1 га.

## Характеристика
На території скверу створений міський дитячий парк «Казка», який є пам'яткою садово-паркової архітектури. Всі архітектурні об'єкти містечка виконані у національному художньому стилі із застосуванням натурального каменю, дерева, карбування, кування по металу, скульптури та живопису. Значну увагу приділено і зеленим насадженням.

## Скасування
Скасування статусу заказника відбулось з причини входження до території міського дитячого парку «Казка» рішенням Миколаївського облвиконкому від 23.10.1984 року № 448 «Про мережу території та об'єктів природно-заповідного фонду області».